# Marcelle Choisnet-Gohard
Marcelle Choisnet-Gohard (* 9. Mai 1914 in Versailles; † 14. Juli 1974 in Chartres) war eine französische Segelfliegerin. Sie stellte 11 Weltrekorde auf und starb bei einem Flugunfall.

## Leben
Choisnet wurde 1914 als Tochter eines Angestellten der SNCF geboren. Sie arbeitete als Schneiderin und begann in den 1930er Jahren Flugstunden zu nehmen. Aus finanziellen Gründen wandte sie sich dem Segelfliegen zu. Im Zweiten Weltkrieg wurde Choisnet von der französischen Luftwaffe ausgebildet und diente zuletzt im Rang eines Unterleutnants.
Choisnet-Gohard starb bei einem Unfall mit ihrem dritten Segelflugzeug, einer SZD-19 Zefir (F-CDAX). Choisnet war mit ihrem Fliegerkameraden Jacques Gohard verheiratet.

## Sport
Choisnet-Gohard flog 11 Welt- und 30 nationale Rekorde. Als erste Segelfliegerin erfüllte sie 1953 die Bedingungen für das Goldene Segelflugabzeichen mit drei Diamanten. Als erste Frau erhielt sie 1951 die Lilienthal-Medaille der FAI für einen Segelflug von über 28 Stunden.
Weltrekorde (Auswahl)
Klasse D1: Einsitzer/Frauen, geflogen auf Arsenal Air 100
- Zielrückkehrflug 290,2 km (Beynes–Romilly-sur-Seine), am 12. Mai 1953[1]
- Zielflug 507,0 km (Beynes–Bordeaux), am 17. April 1954[2]

Klasse D2: Doppelsitzer/Frauen, geflogen auf Castel-Mauboussin CM.7
- Absolute Höhe 7042 Meter mit J. Queyrel, am 18. Januar 1951[3]
- Höhengewinn 6072 Meter mit J. Queyrel, am 18. Januar 1951[4]
- Dauerflug 28 Stunden, 41 Minuten mit Yvette Mazellier, am 22. November 1951[5]

## Auszeichnungen
- Croix de guerre
- 1945 Médaille de l’Aéronautique
- 1951 Lilienthal-Medaille der FAI